# Nedoceratops
Nedoceratops (que significa "rosto com chifres insuficiente") é um gênero controverso de dinossauro ceratopsídeo do período Cretáceo Superior da Formação Lance da América do Norte. É conhecido apenas a partir de um único crânio descoberto em Wyoming. Seu status é objeto de debate contínuo entre os paleontólogos: alguns autores consideram Nedoceratops um táxon válido e distinto, enquanto outros o consideram um espécime incomum de Triceratops.

## Descoberta

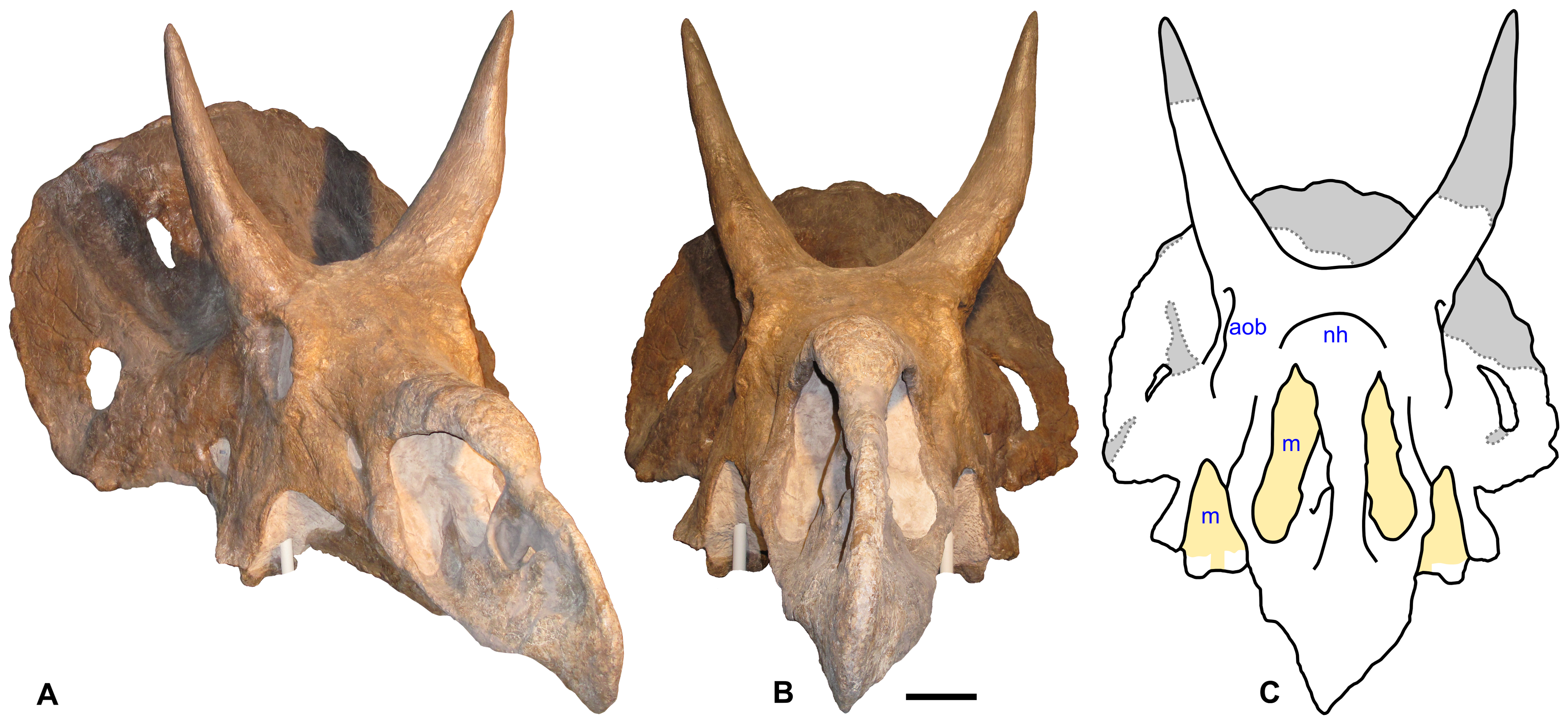
Crânio de vários ângulos

O crânio quase completo USNM 2412, o espécime holotípico de Nedoceratops hatcheri, foi encontrado no leste de Wyoming em 1891, em Condado de Niobrara perto de Lightning Creek.
O artigo que descreveu Nedoceratops foi originalmente parte da magnum opus de O. C. Marsh, sua monografia sobre os Ceratopsidae. Infelizmente, Marsh morreu (1899) antes que o trabalho fosse concluído, e John Bell Hatcher se esforçou para completar a seção Triceratops. No entanto, ele morreu de tifo em 1904, aos 42 anos, deixando o papel ainda incompleto. Coube a Richard Swann Lull completar a monografia em 1905, publicando a descrição de Hatcher de um crânio separadamente e dando-lhe o nome Diceratops hatcheri; Diceratops significa "cara com dois chifres".
Como o artigo de Diceratops havia sido escrito por Hatcher, e Lull só havia contribuído com o nome e publicado o artigo após a morte de Hatcher, Lull não estava tão convencido da distinção de Diceratops, pensando que era principalmente patológico. Em 1933, Lull tinha dúvidas sobre Diceratops ser um gênero distinto e ele o colocou em um subgênero de Triceratops: Triceratops (Diceratops) hatcheri, incluindo T. obtusus; em grande parte atribuindo suas diferenças ao fato de ser um indivíduo idoso.
Como o nome Diceratops já estava em uso para um himenóptero (Foerster, 1868), o paleontologista russo Andrey Sergeevich Ukrainsky deu ao animal seu nome atual Nedoceratops em 2007.  Sem saber que Ukrainsky já havia renomeado o animal, o paleontólogo português Octávio Mateus cunhou outro novo nome para ele em 2008, Diceratus. Diceratus é assim considerado um sinônimo júnior de Nedoceratops.
Nedoceratops significa "cara com chifres insuficiente". O "nedo" é o prefixo russo que significa "insuficiente". O sufixo comum entre ceratopsianos, "ceratops", significa "cara com chifres". Foi nomeado em referência à falta de um chifre nasal.

## Descrição

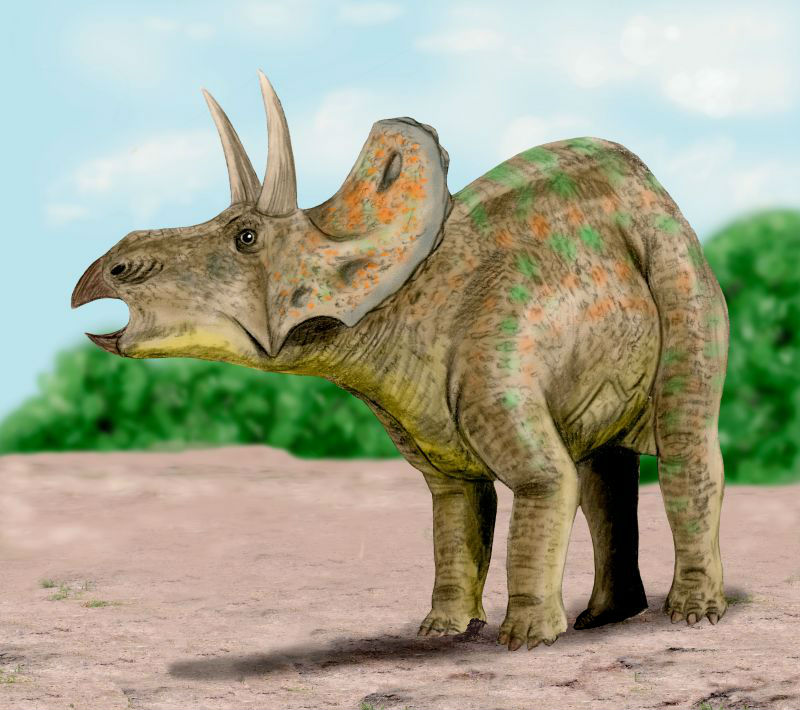
Restauração do animal em vida

O crânio quase completo conhecido como USNM 2412 é o único fóssil atribuído ao Nedoceratops hatcheri. Superficialmente, assemelha-se ao do Triceratops, mas em um exame mais detalhado, difere: especificamente, os chifres da testa ficam quase verticalmente em comparação com os crânios típicos do Triceratops, e também há vários buracos (fenestras) no babado (uma característica única do Triceratops é que ele tem um preenchimento sólido e não perfurado). No entanto, pelo menos alguns desses buracos mostram evidências de que são o resultado de lesão ou doença. O chifre nasal deste espécime é baixo e arredondado, em comparação com os chifres do nariz maiores e pontiagudos de espécimes típicos de Triceratops, embora essa característica pareça estar dentro da faixa conhecida de variação individual para Triceratops.

## Classificação
A espécie-tipo é Nedoceratops hatcheri. É considerado indubitavelmente um membro de Ceratopsia (o nome é latinizado grego para "rostos com chifres"), um grupo de dinossauros herbívoros com bicos de papagaio que prosperaram na América do Norte e na Ásia durante o período Cretáceo, que terminou há cerca de 66 milhões de anos. Todos os ceratopsianos foram extintos no final desta era. Dado os traços em comum com Triceratops, ele é classificado como um membro de Chasmosaurinae e Triceratopsini por extensão em várias análises cladísticas recentes.

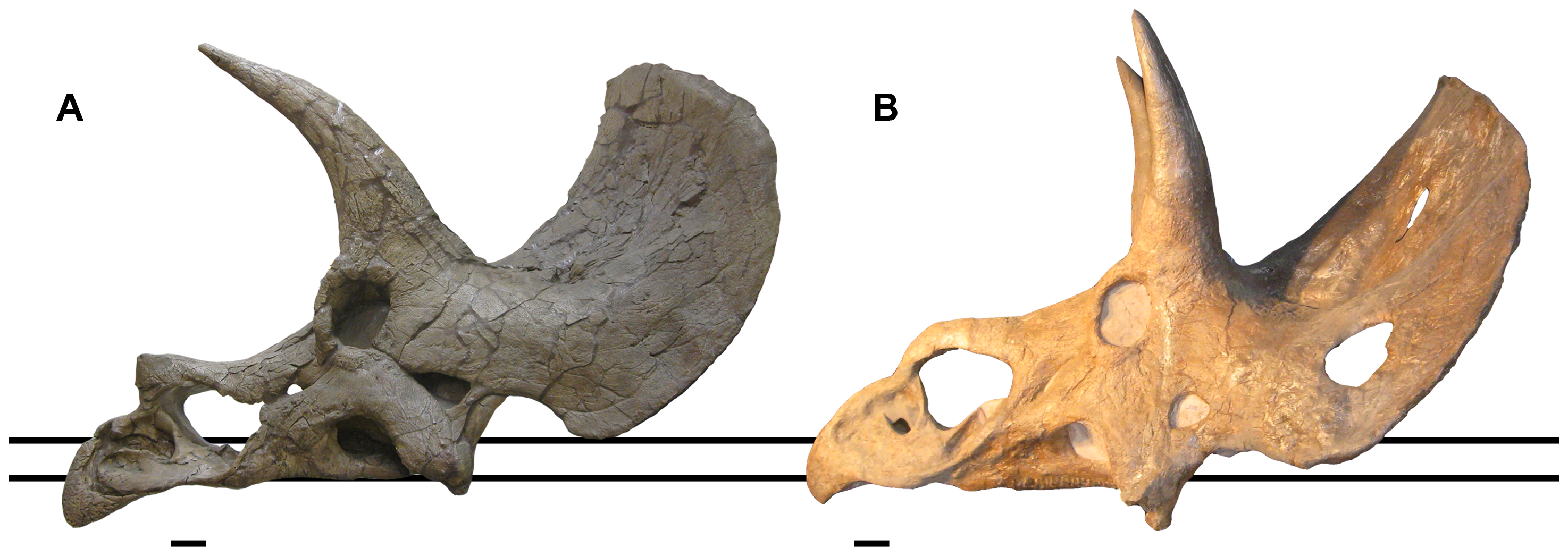
comparação dos crânios do Triceratops e Nedoceratops

Vários autores sugeriram que o Nedoceratops pode ser ancestral diretamente do Triceratops, ou talvez seu parente mais próximo. Um debate em andamento diz respeito ao status de Triceratops, Torosaurus e Nedoceratops. Em uma série de publicações, John B. Scannella e John R. Horner (2010 e 2011) alegaram que o crânio USNM 2412 (ou seja, de Nedoceratops) pertencia a um "jovem adulto" Triceratops. A evidência para esta hipótese incluiu as formas dos ossos epoccipital e esquamosal, e um babado do pescoço (osso parietal) que tinha aberturas "incipientes" (em contraste com nenhuma abertura no Triceratops subadulto e grandes aberturas no Triceratops adulto anteriormente atribuído ao Torosaurus). Esses autores sugeriram que todos os três "gêneros" na verdade representam indivíduos de diferentes idades de Triceratops. Em 2012, Farke propôs um contra-argumento e sugeriu que a textura da superfície óssea e a forma dos chifres de Nedoceratops indicam um "adulto velho". Um estudo de acompanhamento de Leonardo Maiorino e colegas em 2013 usando morfometria encontrou suporte para Triceratops e Torosaurus sendo táxons distintos e válidos, com Nedoceratops ocupando posições variáveis em relação aos outros dois, mas geralmente fora da faixa de variação, concluindo que "o tamanho do USNM 2412 é um intermediário plausível, mas a forma não é."
Outra suposta diferença entre Nedoceratops e fósseis referidos ao Triceratops horridus é o "chifre" nasal notavelmente curto e arredondado. Scanella e Horner propuseram que o chifre nasal do crânio USNM 2412 poderia ter sido perdido quando o animal estava vivo ou quando se tornou fossilizado. No entanto, notou-se que os chifres dos ceratopsídeos apresentam uma grande variação entre grupos etários e indivíduos, e alguns espécimes mais solidamente atribuídos a T. horridus têm uma forma de chifre nasal semelhante. Na maioria das características - o focinho curto em forma de sela, o focinho em forma de S - o animal se parece muito com o Triceratops horridus.
Observou-se que muitas das características que parecem separar Nedoceratops de Triceratops, e especificamente Triceratops horridus, podem ser o resultado de patologia, lesão e/ou deformação do crânio após o enterro. Duas das características que têm sido usadas para diagnosticar Nedoceratops - a posição do esquamosal e os chifres verticais da testa - são vistos em um lado do crânio, mas não no outro. Isso, juntamente com o fato de que todo o crânio pode ser visto torcido quando visto de frente, tem sido usado para argumentar que essas características resultam da distorção post-mortem do fóssil, em vez de refletir a anatomia do animal durante a vida. . Além disso, a presença de numerosos orifícios no folho sugere patologia devido a lesão ou doença, as 'fenestras parietais' supostamente únicas podem, portanto, ser o resultado de uma lesão. Tanke & Farke (2007) observaram que a suposta fenestra parietal tinha formato irregular com margens inchadas e textura irregularmente vascularizada. Isso é semelhante a um buraco parietal, também interpretado como resultado de uma lesão por Marshall & Barreto (2001), em um espécime de Torosaurus.
Segue abaixo um cladograma produzido na análise de Jordan Mallon em 2016 do gênero Spiclypeus shipporum da tribo Triceratopsini, onde o Nedoceratops foi válidado ao lado do Torosaurus, Ojoceratops e Titanoceratops.
|  | Ojoceratops fowleri                                                          |
|  |                                                                              |
|  | Nedoceratops hatcheri                                                        |
|  |                                                                              |
|  | Titanoceratops ouranos                                                       |
|  |                                                                              |
|  | Torosaurus latus                                                             |
|  |                                                                              |
|  | Torosaurus utahensis                                                         |
|  |                                                                              |
|  | \| \| Triceratops prorsus \| \| \| \| \| \| Triceratops horridus \| \| \| \| |
|  |                                                                              |
|  | Triceratops prorsus                                                          |
|  |                                                                              |
|  | Triceratops horridus                                                         |
|  |                                                                              |

|  | Triceratops prorsus  |
|  |                      |
|  | Triceratops horridus |
|  |                      |